# Butembo

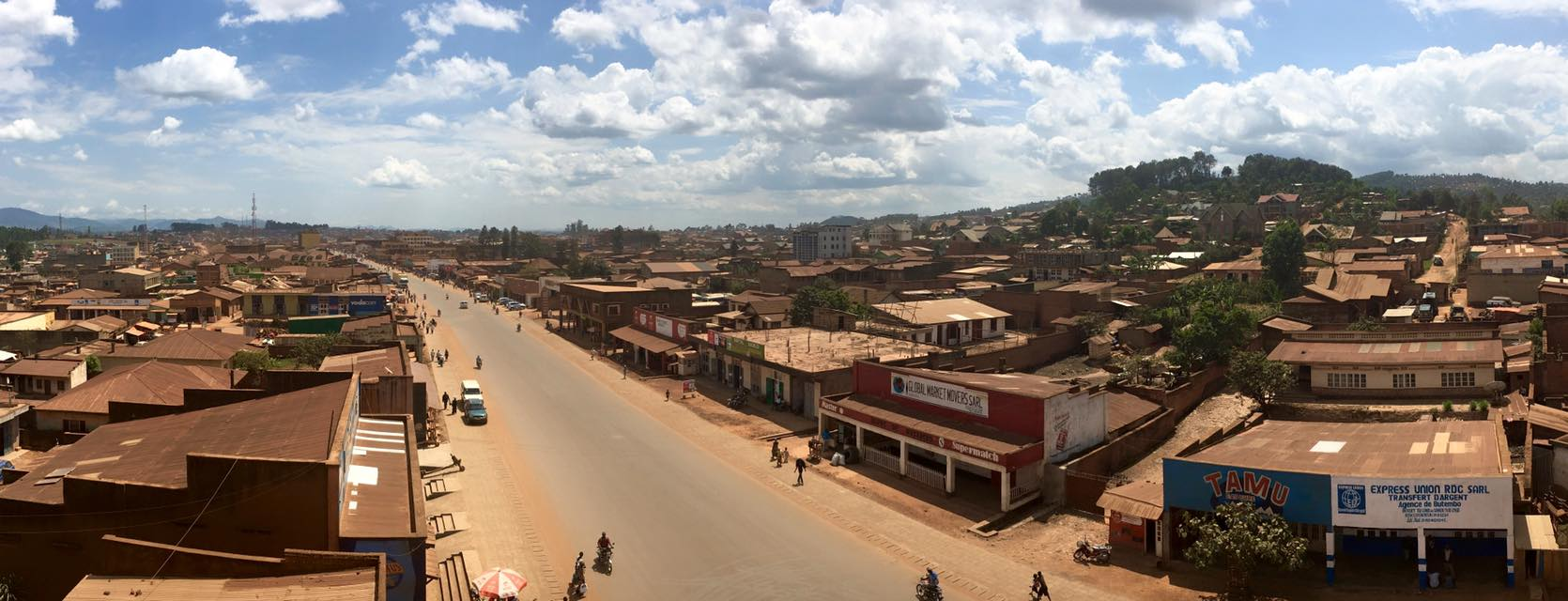

Butembo is een stad in het noordoosten van de Democratische Republiek Congo. De stad telde in 2013 zo'n 670.000 inwoners en ligt in de provincie Noord-Kivu. Butembo ligt zo'n 40 km ten noordwesten van het Edwardmeer waarvan het gescheiden is door het dicht bij de stad gelegen Nationaal Park Virunga.
De stad is een belangrijk commercieel centrum met grote markten. Butembo is de zetel van een katholiek bisdom en heeft een kathedraal. Verder heeft het twee universiteiten, meerdere ziekenhuizen en een vliegveld. Het is na de 280 km zuidelijker gelegen provinciehoofdstad Goma de grootste stad van Noord-Kivu.
De stad ligt 20 km ten noorden van de evenaar op een gemiddelde hoogte van 1.300 m. De omgeving van Butembo is intensief bewerkt landbouwgebied met onder meer belangrijke thee- en koffieplantages.